# Torre Badisco
Torre Badisco era una torre costiera con funzioni difensive che sorgeva nei pressi della località di Porto Badisco. Della struttura, costruita intorno al 1500 da Carlo V, non rimangono tracce.